# Aurapex penicillata
Aurapex penicillata är en svampart som beskrevs av Gryzenh. & M.J. Wingf. 2006. Aurapex penicillata ingår i släktet Aurapex och familjen Cryphonectriaceae.   Inga underarter finns listade i Catalogue of Life.